# Eyre (Fluss)
Die Eyre (manchmal auch Leyre oder Grande Leyre genannt) ist ein Küstenfluss in Frankreich, der in der Region Nouvelle-Aquitaine verläuft. Der Name ihres Unterlaufs Eyre entspricht dem volkstümlichen Gebrauch. Die Form Leyre stammt von einer Verschmelzung des französischen Artikels mit dem eigentlichen Namen (L'Eyre) durch schlechte grammatikalische Analysen früherer Geografen.

## Geografie
Der Fluss entspringt als Grande Leyre im Gemeindegebiet von Luglon und entwässert generell in nordwestlicher Richtung. Nördlich der Stadt Moustey mündet von rechts die Petite Leyre. Ab hier führt der Fluss den Namen Eyre (Leyre) und mündet nach insgesamt 116 Kilometern schließlich an der Gemeindegrenze von Le Teich und Biganos ins Bassin d’Arcachon, eine Bucht des Atlantiks. Sie bildet hier die Süßwasserzufuhr für den Meeresnaturpark Bassin d’Arcachon. Ihr Flussdelta, mit etwa 3000 ha Fläche, bildet den vogelkundlichen Park von Le Teich.
Das Einzugsgebiet der Eyre entspricht im Wesentlichen dem Regionalen Naturpark Landes de Gascogne. Ihre Ufer sind im Unterlauf mit einem dichten Laubwald gesäumt, der einen interessanten Kontrast zu den im ganzen Gebiet großflächig ausgepflanzten See-Kiefern bildet. Der Fluss wird hier gerne für den Kanu-Sport genutzt.
Auf ihrem Weg durchquert die Eyre die Départements Landes und Gironde.

## Orte am Fluss
- Pissos
- Moustey
- Belin-Béliet
- Salles
- Mios